# Пасека (Брянская область)
Пасека — опустевшая деревня в Карачевском районе Брянской области в составе Песоченского сельского поселения.

## География
Находится в восточной части Брянской области на расстоянии приблизительно 15 км по прямой на север-северо-восток от районного центра города Карачев.

## История
Упоминалась еще с XVIII века, бывшее владение Карачевского Введенского монастыря. В середине XIX века здесь был постро¬ен картофельно-крахмальный завод. В 1892 году Одринским монастырем здесь была устроена пасека. В середине XX века работал колхоз «Рабочий путь». В 1866 году здесь (сельцо Поповка (Пасека) Карачевского уезда Орловской губернии) было учтено 30 дворов. По состоянию на 2020 год опустела.

## Население
Численность населения: 205 человек (1866 год), 440 (1926), 0 человек в 2002 году, 1 в 2010.